# Penisola di Alaska
La penisola di Alaska (in inglese Alaska peninsula) è una penisola che si estende per 800 km nel sud-ovest dell'Alaska e continua attraverso le Isole Aleutine.

## Geografia
Come le Isole Aleutine, la penisola di Alaska è parte di una grande catena di vulcani attivi che corre lungo tutta la sua lunghezza. 

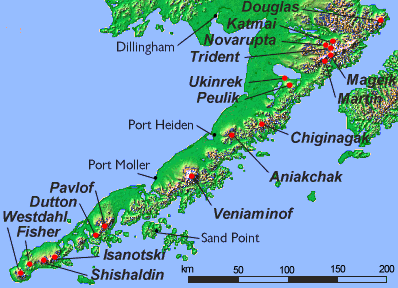
Principali vulcani lungo la penisola dell'Alaska

La maggior parte delle regioni meridionali della penisola sono accidentate e montagnose, create dall'azione di subduzione della placca pacifica con la placca nordamericana; mentre le regioni settentrionali sono relativamente pianeggianti e paludose, come risultato di millenni di erosione e stabilità sismica. 
Con le Isole Aleutine, la penisola di Alaska separa l'Oceano Pacifico dalla baia di Bristol, un braccio del mare di Bering. La costa settentrionale della penisola, al confine con la baia di Bristol, è generalmente poco soggetta alle maree e le acque antistanti sono poco profonde, mentre le acque lungo la costa meridionale verso l'Oceano Pacifico sono più profonde e limpide.